# KNVB-Pokal 1977/78
Der KNVB-Pokal 1977/78 war die 60. Auflage des niederländischen Fußball-Pokalwettbewerbs. Er begann am 8. Oktober 1977 mit der ersten Runde, an der nur Amateurmannschaften und Vereine der Eerste Divisie teilnahmen. Ab der zweiten Runde kamen die Mannschaften der Eredivisie hinzu.
Pokalsieger wurde AZ ’67 Alkmaar durch den 1:0-Finalsieg gegen Ajax Amsterdam. AZ qualifizierte sich dadurch für den Europapokal der Pokalsieger.

## Modus
Bis zur 3. Runde und im Finale wurden die Begegnungen in einem Spiel entschieden. Das Viertel- und Halbfinale wurden in Hin- und Rückspiel ausgetragen. Bei Torgleichheit nach zwei Spielen wurde die Auswärtstorregel angewandt.

## 1. Runde
Die erste Runde fand am 8. und 9. Oktober 1977 mit neun Vereinen aus dem Amateurbereich und den 19 Vertretern der Eerste Divisie statt.
| Datum      |                        | Ergebnis              |                      |
| ---------- | ---------------------- | --------------------- | -------------------- |
| 08.10.1977 | VV DOVO                | 2:1                   | FC Volendam          |
| 08.10.1977 | Fortuna SC Sittard     | 3:2 n. V.             | BV De Graafschap     |
| 08.10.1977 | SC Cambuur             | 2:0                   | FC Den Bosch ʼ67     |
| 08.10.1977 | VV IJsselmeervogels    | 2:1                   | SC Heerenveen        |
| 09.10.1977 | Excelsior Rotterdam    | 5:0                   | VV Rheden            |
| 09.10.1977 | FC Dordrecht           | 0:1                   | BVV ’s-Hertogenbosch |
| 09.10.1977 | FC Groningen           | 2:0                   | Haarlemse FC EDO     |
| 09.10.1977 | FC Vlaardingen '74     | 3:0                   | Enschedese Boys      |
| 09.10.1977 | SC Heracles Almelo '74 | 1:0                   | MVV Maastricht       |
| 09.10.1977 | PEC Zwolle             | 1:1 n. V. (6:7 i. E.) | VV Eindhoven         |
| 09.10.1977 | SVV Schiedam           | 3:3 n. V. (1:2 i. E.) | SV Limburgia         |
| 09.10.1977 | SC Veendam             | 5:2                   | Helmond Sport        |
| 09.10.1977 | WVV Wageningen         | 1:0                   | SC Amersfoort        |
| 09.10.1977 | Willem II Tilburg      | 1:2                   | ASV DWV Amsterdam    |

## 2. Runde
Die zweite Runde fand vom 19. November bis 14. Dezember 1977 statt. In dieser Runde stiegen die 18 Mannschaften der Eredivisie in den Wettbewerb ein.
| Datum      |                          | Ergebnis              |                        |
| ---------- | ------------------------ | --------------------- | ---------------------- |
| 19.11.1977 | VV DOVO                  | 0:3                   | SC Veendam             |
| 19.11.1977 | PSV Eindhoven            | 6:0                   | SVV Schiedam           |
| 19.11.1977 | VV IJsselmeervogels      | 1:3                   | FC Groningen           |
| 19.11.1977 | Go Ahead Eagles Deventer | 2:1 n. V.             | FC Twente '65          |
| 20.11.1977 | Ajax Amsterdam           | 4:1                   | SC Telstar 1963        |
| 20.11.1977 | ASV DWV Amsterdam        | 0:1 n. V.             | Roda JC Kerkrade       |
| 20.11.1977 | VV Eindhoven             | 3:1 n. V.             | SC Cambuur             |
| 20.11.1977 | Excelsior Rotterdam      | 3:2                   | NAC Breda              |
| 20.11.1977 | FC Vlaardingen '74       | 0:3                   | FC Amsterdam           |
| 20.11.1977 | Feyenoord Rotterdam      | 3:0                   | BVV ’s-Hertogenbosch   |
| 20.11.1977 | HFC Haarlem              | 1:0                   | NEC Nijmegen           |
| 20.11.1977 | Sparta Rotterdam         | 5:0                   | SC Heracles Almelo '74 |
| 20.11.1977 | Vitesse Arnhem           | 3:0                   | FC Den Haag            |
| 20.11.1977 | FC Volendam              | 3:3 n. V. (2:4 i. E.) | FC Utrecht             |
| 20.11.1977 | WVV Wageningen           | 2:0 n. V.             | VVV-Venlo              |
| 14.12.1977 | AZ ’67 Alkmaar           | 2:0                   | Fortuna SC Sittard     |

## 3. Runde
| Datum      |                     | Ergebnis  |                          |
| ---------- | ------------------- | --------- | ------------------------ |
| 21.12.1977 | PSV Eindhoven       | 1:6       | WVV Wageningen           |
| 24.12.1977 | Ajax Amsterdam      | 7:0       | FC Eindhoven             |
| 24.12.1977 | Sparta Rotterdam    | 1:0       | Go Ahead Eagles Deventer |
| 24.12.1977 | Vitesse Arnhem      | 4:3 n. V. | FC Utrecht               |
| 26.12.1977 | AZ Alkmaar          | 1:0       | FC Amsterdam             |
| 26.12.1977 | Excelsior Rotterdam | 2:1       | FC Groningen             |
| 26.12.1977 | Roda JC Kerkrade    | 1:0       | HFC Haarlem              |
| 26.12.1977 | SC Veendam          | 2:1       | Feyenoord Rotterdam      |

## Viertelfinale
| Datum             |                  | Gesamt |                     | Hinspiel | Rückspiel |
| ----------------- | ---------------- | ------ | ------------------- | -------- | --------- |
| 01.02./05.03.1978 | SC Veendam       | 2:4    | Excelsior Rotterdam | 2:1      | 0:3       |
| 01.02./08.03.1978 | Roda JC Kerkrade | 1:4    | Ajax Amsterdam      | 0:3      | 1:1       |
| 01.02./15.03.1978 | Vitesse Arnhem   | 0:4    | Sparta Rotterdam    | 0:2      | 0:2       |
| 05.02./01.03.1978 | WVV Wageningen   | 1:3    | AZ ’67 Alkmaar      | 1:2      | 0:1       |

## Halbfinale
| Datum             |                     | Gesamt |                | Hinspiel | Rückspiel |
| ----------------- | ------------------- | ------ | -------------- | -------- | --------- |
| 22.03./13.04.1978 | Sparta Rotterdam    | 2:3    | Ajax Amsterdam | 2:1      | 0:2       |
| 30.03./19.04.1978 | Excelsior Rotterdam | 1:5    | AZ ’67 Alkmaar | 1:2      | 0:3       |

## Finale
| AZ ’67 Alkmaar                            | AZ ’67 Alkmaar | Ajax Amsterdam | Ajax Amsterdam |
| ----------------------------------------- | --- | --- | -------------- |
| AZ ’67 Alkmaar                            | \| 5. Mai 1978 in Amsterdam (Olympiastadion) \| \| Ergebnis: 1:0 (0:0) \| \| Zuschauer: 38.248 \| \| Schiedsrichter: Siem Wellinga \| \| Spielbericht \|                                                                                          | \| 5. Mai 1978 in Amsterdam (Olympiastadion) \| \| Ergebnis: 1:0 (0:0) \| \| Zuschauer: 38.248 \| \| Schiedsrichter: Siem Wellinga \| \| Spielbericht \|                                                                                        | Ajax Amsterdam |
| AZ ’67 Alkmaar                            | Rizah Mešković – Ronald Spelbos, Hugo Hovenkamp, John Metgod, Peter Arntz – Jan Peters, Willem van Hanegem , Kristen Nygaard – Henk van Rijnsoever (67. Loek Ursem), Kees Kist, Bert van Marwijk (70. Jan Verheyen) Cheftrainer: Cor van der Hart | Piet Schrijvers – Pim van Dord, Ruud Krol , Søren Lerby, Johan Zuidema – Dick Schoenaker, Simon Tahamata (65. Hans Erkens), Frank Arnesen (75. Jan Everse) – Tscheu La Ling, Ruud Geels, Geert Meijer Cheftrainer: Tomislav Ivić ( Jugoslawien) | Ajax Amsterdam |
| AZ ’67 Alkmaar                            | 1:0 Henk van Rijnsoever (58.) | | Ajax Amsterdam |
| 5. Mai 1978 in Amsterdam (Olympiastadion) | | |                |
| Ergebnis: 1:0 (0:0)                       | | |                |
| Zuschauer: 38.248                         | | |                |
| Schiedsrichter: Siem Wellinga             | | |                |
| Spielbericht                              | | |                |